# Walter Warlimont
Cet article possède un paronyme, voir Maurice Kriegel-Valrimont.
Walter Warlimont, né le 3 octobre 1894 à Osnabrück (province de Hanovre) et mort le 9 octobre 1976 à Kreuth (Bavière), est un général allemand de la Seconde Guerre mondiale. Il a été condamné pour crimes de guerre et crimes contre l'humanité pour sa responsabilité comme chef adjoint des opérations de l’Oberkommando der Wehrmacht.

## Biographie
Ses grands-parents furent des brasseurs originaires de la région de Verviers (Belgique) et son père devint libraire à Osnabrück. Après son baccalauréat au lycée Carolinum d'Osnabrück (de), il s'engage le 17 février 1913 dans l'armée prussienne en tant que porte-drapeau. Il est affecté au 10e régiment d'artillerie à pied. Walter Warlimont termine la Première Guerre mondiale au grade de Oberleutnant. Au début de la guerre civile espagnole en 1936, l’Oberst Warlimont est conseiller militaire du général Franco. En 1937, il devient commandant du 26e régiment d'artillerie à Düsseldorf. En 1938, il est associé aux préparatifs concernant les futures opérations de la Seconde Guerre mondiale. Il est nommé Generalmajor en 1940 et chef adjoint des opérations de l’Oberkommando der Wehrmacht sous les ordres de Jodl. En 1942, il est nommé Generalleutnant et en avril 1944, General der Artillerie. Il est blessé lors de l’attentat contre Hitler du 20 juillet 1944 à la Wolfsschanze. Le soir même, il appelle le Generalfeldmarschall von Kluge pour lui annoncer que le Führer est vivant. Hitler qui se méfie désormais de la hiérarchie en poste sur le front de l'Ouest fait de Warlimont son messager, même s'il est un temps supposé avoir pris part au complot. Ainsi le 22 juillet, il se déplace au chevet de Rommel, hospitalisé après une attaque aérienne sur son véhicule en Normandie puis, début août, il se rend auprès de Kluge pour lui dire à quel point Hitler compte sur l’opération Luttich (la contre-attaque de Mortain) et il se rend encore dans la poche de Falaise pour exhorter Eberbach à continuer ses contre-attaques. 
Affecté par des blessures mal soignées qu'il a reçues lors de l'attentat du 20 juillet, il est ensuite placé sur la liste des réservistes de l’OKH.
Après la guerre, défendu par son avocat Paul Leverkuehn, il est condamné à perpétuité dans le procès du Haut Commandement militaire, pour crimes de guerre et crimes contre l'humanité. Sa peine est ensuite réduite en 1951 à 18 ans de prison mais, en 1957, il est libre et retraité, cherchant domicile près du lac Tegern dans les Alpes bavaroises.
Dans son ouvrage Cinq ans au GQG d'Hitler publié en 1964, il voit dans les échecs successifs des armées allemandes à partir de 1941 le résultat d'un processus décisionnel incohérent où toute décision émane d'Adolf Hitler, celui-ci étant selon l'auteur guidé par ses émotions et non pas par une réflexion stratégique rationnelle. Les différents-états majors sont confinés dans des tâches d'exécution et la prise de décision ne tient pas compte de l'expérience de leurs membres.
Il figure parmi les témoins interrogés par Marcel Ophuls dans son documentaire Le Chagrin et la Pitié (1969).

## Littérature
Dans son livre Im Hauptquartier der deutschen Wehrmacht (traduit en français en 1975 sous le titre Cinq ans au GQG de Hitler), Warlimont décrit sa vue personnelle des événements au Quartier général allemand entre 1939 et 1944.

## Publications
- Im Hauptquartier der Wehrmacht 1939–1945, Bonn 1964, publié en français sous le titre : Cinq ans au GQG d'Hitler, Perrin, 400 pages, 2016